# Саволайнен, Хейкки Ильмари
Хейкки Ильмари Саволайнен (фин. Heikki Ilmari Savolainen; 28 сентября 1907, Йоэнсуу — 29 ноября 1997, Каяани) — знаменитый финский гимнаст, чемпион Олимпийских игр 1948 года, обладатель в общей сложности девяти олимпийских медалей: двух золотых, одной серебряной и шести бронзовых. Участник пяти Олимпиад.

## Биография

### Спортивная карьера
Саволайнен дебютировал в 1928 году на Олимпиаде в Амстердаме в возрасте 20 лет, завоевав бронзовую награду в упражнениях на коне. В 1932 году представлял свою страну в Лос-Анджелесе, где завоевал серебряную медаль в упражнениях на перекладине (он набрал одинаковое количество баллов вместе с соотечественником Эйнари Терясвиртой, однако решением команды серебро было решено вручить Саволайнену, а бронзу Терясвирте). Также ему удалось завоевать бронзовые медали в командном первенстве, а также в упражнениях на параллельных брусьях и в многоборье. В 1936 году ему удалось выиграть бронзовые медали в командном первенстве в Берлине.
В 1948 году 41-летний Хейкки вошёл в олимпийскую сборную и успешно выступил в Лондоне, выиграв золотые медали в командном первенстве и в упражнении на коне (золотые медали в последней категории достались также Пааво Аалтонену и Вейкко Хухтанену). Спустя ещё четыре года Саволайнен, которому было уже 45 лет, решился поучаствовать и в пятой, домашней для своей страны Олимпиаде: финны даже удостоили его чести поучаствовать в эстафете олимпийского огня. На самих играх Саволайнен снова продемонстрировал высокие результаты и в командном первенстве завоевал шестую для себя бронзовую награду.

### Вне спорта
В 1931 году окончил университет физической культуры, получив диплом преподавателя физкультуры и спорта. Окончил позднее медицинский университет, получив в 1939 году звание доктора медицинских наук. В годы Зимней войны работал военным врачом в одном из госпиталей, имел воинское звание подполковника.
В межвоенные и послевоенные годы Хейкки работал врачом в разных поликлиниках и больницах города Каяани. До конца своей жизни Саволайнен оставался в прекрасной спортивной форме: по свидетелям его друзей, и в возрасте 70 лет он легко выполнял разные упражнения на коне и на перекладине.

### Память
Хейкки Саволайнен стал первым спортсменом, который завоевал шесть бронзовых наград на Олимпийских играх. В 2004 году его имя было внесено в Международный зал славы гимнастики.